# Željeznička pruga Oštarije – Knin – Split
Željeznička pruga Oštarije – Gospić – Knin – Split (službeno: Željeznička pruga M604) neelektrificirana je željeznička pruga koja vodi od Oštarija do Knina i Splita. Danas je jedina željeznička pruga koja povezuje Dalmaciju s ostatkom Hrvatske. Ova željeznička pruga povijesno je bila podijeljena na Ličku prugu od Oštarija do Knina i Dalmatinsku prugu koja vodi do Splita. Ukupna duljina pruge iznosi 322 km.

## Promet
Hrvatske željeznice nude uslugu putničkog prijevoza ICN vlakom naziva Marjan između Zagreba i Splita. Vozi jedanput dnevno u svakom smjeru, a kompoziciju vlaka čini nagibni vlak serije HŽ 7123. Petkom navečer iz Zagreba i nedjeljom navečer iz Splita također kreće noćni vlak sa spavaćim vagonima, namijenjen ponajprije studentima.
Lokalni vlakovi prometuju između Ogulina i Plaškog te između Splita i Perkovića gdje se može presjesti na vlak za Šibenik ili nastaviti putovanje prugom lokalnim vlakom za Knin. Lokalnog prometa između Plaškog i Knina nema, stoga ni jedan putnički vlak ne opslužuje mnoga manja stajališta i kolodvore u Lici.
U ljetnoj sezoni prometuju noćni vlakovi iz Osijeka i Vukovara za Split. Također, tvrtka RegioJet nudi uslugu prijevoza iz Češke, Slovačke i Mađarske za Split.

## Lička pruga
Lička pruga je željeznička pruga od Knina, preko Gospića do Ogulina i Oštarija. Lička pruga počinje na kolodvoru Oštarije gdje se odvaja od pruge željezničke pruge Zagreb – Rijeka. Kolodvor Oštarije leži na nadmorskoj visini od 315 metara.

## Povijest

### Izgradnja pruge (1913. – 1925.)
Nakon projektiranja trase Ličke pruge 1912., radovi su započeli u proljeće 1913. Prugu je od Ogulina prema jugu radila tvrtka Grünwald und Schiffer. Popratna infrastruktura, poput smještaja za radnike, vodovoda, prilaznih puteva, kamenoloma i pilana je također izgrađena. Za vrijeme projektiranja trase kod Gračaca, listopada 1913., graditelj pruge Nikola Turkalj slučajno je otkrio Cerovačke špilje. Projektanti su razmišljali o račvanjima iz Vrhovina za Otočac te iz Plaškog do Bihaća preko Rakovice u bliskoj budućnosti. Srpnja 1914., 14 000 radnika je radilo na izgradnji pruge. Početak I. svjetskog rata nije značajno usporio radove. Prvih 27 km od Ogulina do Plaškog su otvorena 14. listopada 1914. Mobilizacija i teškoće u Austro-Ugarskoj početkom 1915. otežale su opskrbu materijala i smanjile radnu snagu. 18. listopada 1917. Mađarske državne željeznice produžile su rok radova do 1920. Pruga od Plaškog do Vrhovina otvorena je uglavnom za vojne svrhe 12. lipnja 1918. Ratni zarobljenici, uglavno Rusi i Talijani, su također radili na pruzi. Lipnja 1918. radilo je 10 700 radnika.
Raspad Austro-Ugarske i kaos koji je uslijedio je zaustavio izgradnju pruge, dok je krađa i uznemiravanje austrijskog i mađarskog osoblja od strane lokalnog stanovništva čak i unazadilo radove. Dvokolosiječna pruga Dalj – Vinkovci izvađena je nakon 1918. i njeni materijali su iskorišteni za izgradnju Ličke pruge. Nove vlasti Kraljevine SHS nastavile su izgradnju sporijim tempom. Pruga do Gospića otvorena je 23. ožujka 1920., do Gračaca 15. lipnja 1922., a dio do Knina 25. srpnja 1925, gdje je projekt završen spajanjem na pruge za Split i Šibenik.

### Međuraće
Oštra zima 1929. zatvorila je Ličku prugu na 79 dana, od 24. siječnja. 1200 radnika čistilo je snijeg u ožujku kako bi se pruga mogla otvoriti. Radnici i vojnici čistili su 6 metara dubok snijeg između Zrmanje i Vrhovina, a dalje se vlakom nije moglo proći.

### Drugi svjetski rat
U vrijeme nacističke i fašističke okupacije, vlasti NDH nisu mogle koristiti Ličku prugu ni za putnički ni teretni ni vojni prijevoz, jer prolazi slabo naseljenim i šumskim područjem koje su napadali partizani. Partizanske mine, raznesene tračnice, sabotirani signali i vlakovi izbačeni s tračnica učinile su Ličku prugu veoma opasnom i praktički beskorisnom početkom 1942. Talijanska vojska je slala oklopni vlak koji bi štitio prugu. Nakon neuspjelog napada na vijadukt Čupkovića most, između Knina i Gračaca, u noći 14.-15. svibnja 1942., talijanski oklopni vlak i četnici odgurali su partizanske snage pod zapovjednikom Ivanom Rukavinom. 15. ožujka 1943. hrvatski partizani osvojili su vijadukt i raznijeli mu tri stupa. Ovim činom je Lička pruga u potpunosti bila zatvorena do kraja rata, a okupatorske snage Wehrmachta i ustaše su se morale koristiti cestovnim konvojem od Bihaća do Knina.

### Socijalistička Jugoslavija
Nakon oslobođenja države, Jugoslavenske željeznice su otvorile Ličku prugu godinu kasnije. Uz velike proslave, prvi vlak je prešao obnovljeni Čupkovića most na Praznik rada 1946. U vlaku su bili premijer NR Hrvatske Vladimir Bakarić i ostali službenici.
1940-ih, Lička pruga je služila za preseljenje seljaka iz Like u Vojvodinu, pod državnim programom čiji je cilj bio rasterećenje poljoprivredne djelatnosti u manje plodnoj Lici i Zagori.
U prosincu 1948., otvorena je Unska pruga. Ona je u usporedbi s Ličkom imala više prednosti (kraći put, niži profil, kasnija elektrifikacija), stoga na Ličkoj pruzi promet opada, a vrijeme putovanja raste. Na primjer, po rasporedu iz 1987. vlaku Maestral koji je vozio po Ličkoj pruzi od Splita do Zagreba je trebalo sat vremena duže nego Marjan Expressu koji je vozio po Unskoj. Izgradnjom pruge do Zadra 1967., uvodi se brzi vlak Kornat Express čije je putovanje trajalo 6:30h.
U rano jutro 15. kolovoza 1949. putnički vlak 1012 Zagreb – Split sudario se s teretnim vlakom koji je prevozio željeznu rudu na stajalištu Plavno nakon što pijani prometik nije uočio da će se vlakovi križati. 21 ljudi je poginulo, a 19 je bilo ozlijeđeno. Prometnik Luka Javorina (1922.-1949.) osuđen je i strijeljan, dok su drugim radnicima na željeznici izrečena zatvorska kazna.
Jaka bura je u prosincu 1962. otpuhala prazni teretni vlak s Čupkovića mosta. Četvero radnika iz vlaka je poginulo, 13 vagona je otpuhano s vijadukta. 29. rujna 1983. u Bilajima se dogodio sudar autobusa s vlakom na relaciji Ogulin – Gračac. Ovo je najsmrtonosnija autobusna nesreća u Hrvatskoj, s 25 poginule i 24 ozlijeđene osobe.

### Domovinski rat i neovisna Hrvatska
Uoči raspada Jugoslavije, etničke tenzije i suprotstavljanje srpskog stanovništva demokratski izabranoj hrvatskoj vladi i i njenim organima dovele su do niza incidenata i prekida prometa na Ličkoj pruzi. 4. listopada 1990., pruga je (navodno) raznesena blizu Zrmanja Vrela, a 17. listopada mina je postavljena između Malovana i Gračaca. Putnici i prateće osoblje su bili uznemiravani na području Knina, a promet često prekidan. Pobunjeni Srbi su također zaustavljali teretne vlakove i krali teret. Promet je u potpunosti prekinut 24. srpnja 1991. kad su pobunjeni Srbi blokirali prugu na sjeveru i jugu, na mjestima gdje je pruga izlazila iz separatističke Srpske Krajine. Hrvatske željeznice službeno su zatvorile prugu južno od Gračaca 7. kolovoza.
Manji obujam putničkog željezničkog prometa unutar Srpske Krajine prometovao je na relaciji Benkovac – Knin – Gračac do 1994, no pratila ga je nestašica goriva. Srpska vojska Krajine posjedovala je Krajina ekspres, improvizirani oklopni vlak koji je pomagao u akcijama protiv Hrvatske vojske. Nakon Operacije Oluje kolovozu 1995., uočena su značajna oštećenja od bitaka, uništavanje i krađa na Ličkoj pruzi. Kolosijek je bio prerezan na nekim mjestima, tunel Simac se udubio, signali i  telefonske veze su bile oštećene. Postaje Josipdol, Plaški, Vrhovine, Lički Osik, Gospić i Medak su bile oštećene ili čak uništene. HŽ je procjenio trošak obnove na 50 milijuna kn.
Prvi putnički vlak Zagreb – Split nakon rata, Vlak slobode, prošao je Likom 26. kolovoza 1995., prevozeći predsjednika Franju Tuđmana. Sljedećeg dana vlak Marjan ponovno započinje redovnu vožnju.

## Dalmatinska pruga
Ova željeznička pruga prolazi teritorijem Republike Hrvatske od Knina do Splita.

## Galerija slika
- Kolodvor Oštarije,mjesto na kojem počinje Lička pruga
- Lijevo je odvojak iz Oštarija prema Kninu i Splitu
- Stajalište Oštarije Ravnice
- Kolodvor Josipdol
- Stajalište Vojnovac
- Kolodvor Ličko Lešće
- ICN prolazi Vrhovine
- Stajalište Latin
- Kolodvor Plaški
- Zavoj prije ulaska u Vrhovine
- ICN na kolodvoru Gračac
- Kolodvor Gospić
- ŽCP u Perušiću
- HŽ serija 2062 na kolodvoru Lovinac
- Detalj s Ličke pruge
- Kolodvor Lička Jesenica
- Kolodvor Rudopolje
- Kolodvor Knin
- Kolodvor Split